# هلهله‌چی

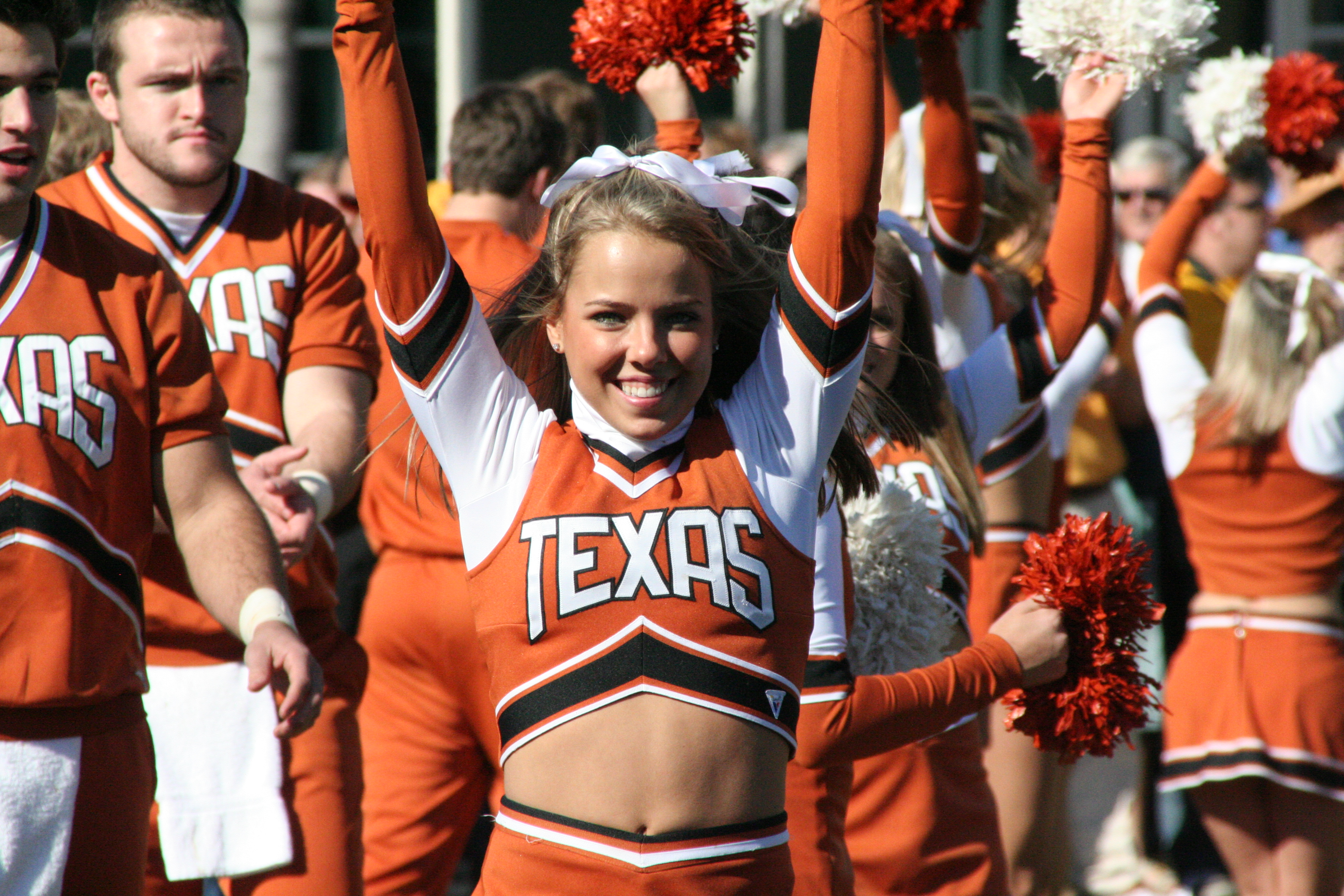
مشوقان تیم درازشاخان تگزاس در مسابقات قهرمانی فوتبال آمریکایی دانشگاه‌های کشور در سال ۲۰۰۷

هِلهـِله‌‌چی یا رهبر تشویق (به انگلیسی: Cheerleader) به دختر یا پسری گویند که در مسابقات ورزشی به‌طور منظم برنامه‌هایی جهت تشویق تیم خود اجرا کند.
هلهله‌ چی امروزه در بسیاری کشورها یک رشتهٔ ورزشی محسوب می‌گردد و به صورت تیمی در مسابقات شرکت می‌کنند.

## تاریخچه
گروه‌های هلهله‌ چی سازمان‌ یافته به‌ شکل فعالیتی شروع شد که اعضای آن همه مذکر بودند.
از دوم نوامبر ۱۸۹۸ به عنوان تاریخ رسمی تأسیس اولین گروه هلهله‌ چی یاد کرده می‌شود.
اندکی بعد در دانشگاه مینه‌. سوتا «لیدر فریاد زنی»(به انگلیسی: yell leader) متشکل از شش دانشجوی مذکر شکل گرفت.در ۱۹۰۳ اولین انجمن برادری هلهله‌ چی‌گری با اسم «گاما ساین» تأسیس شد.از ۱۹۲۳ زنان در دانشگاه مینه‌ سوتا توانستند در گروه‌های هلهله‌ چی شرکت کنند. تا سال ۲۰۰۵ حدود ۹۷٪ هلهله‌ چی‌ها زن بودند.

## رشته ورزشی
معمولاً مشوقان در جلوی جایگاه تماشاچیان قرار می‌گیرند، و از نظر تعداد (همانند یک تیم) ثابت بوده و نوع برنامه‌های از پیش تعیین شده‌ای دارند، که مدت‌ها روی آن تمرین می‌کنند.
گاهی اوقات در بین نیمه یا در مواقع استراحت مسابقه برنامه‌هایی اجرا می‌کنند و در حین مسابقات، تشویق تماشاچیان را بر عهده می‌گیرند.
مشوقان را می‌توان بیشتر در مسابقات فوتبال آمریکایی و بسکتبال در آمریکا و کانادا در سطوح مسابقات حرفه‌ای (همانند لیگ ان بی ای و ان اف ال)، مسابقات دانشگاهی کشوری، و مسابقات بین-دبیرستانی دید.
در آمریکا هر ساله مسابقات سراسری قهرمانی در این رشته برگزار می‌گردد اما با این حال این ورزش را در بسیاری دیگر از کشورهای جهان نیز می‌توان دید.

## نگارخانه

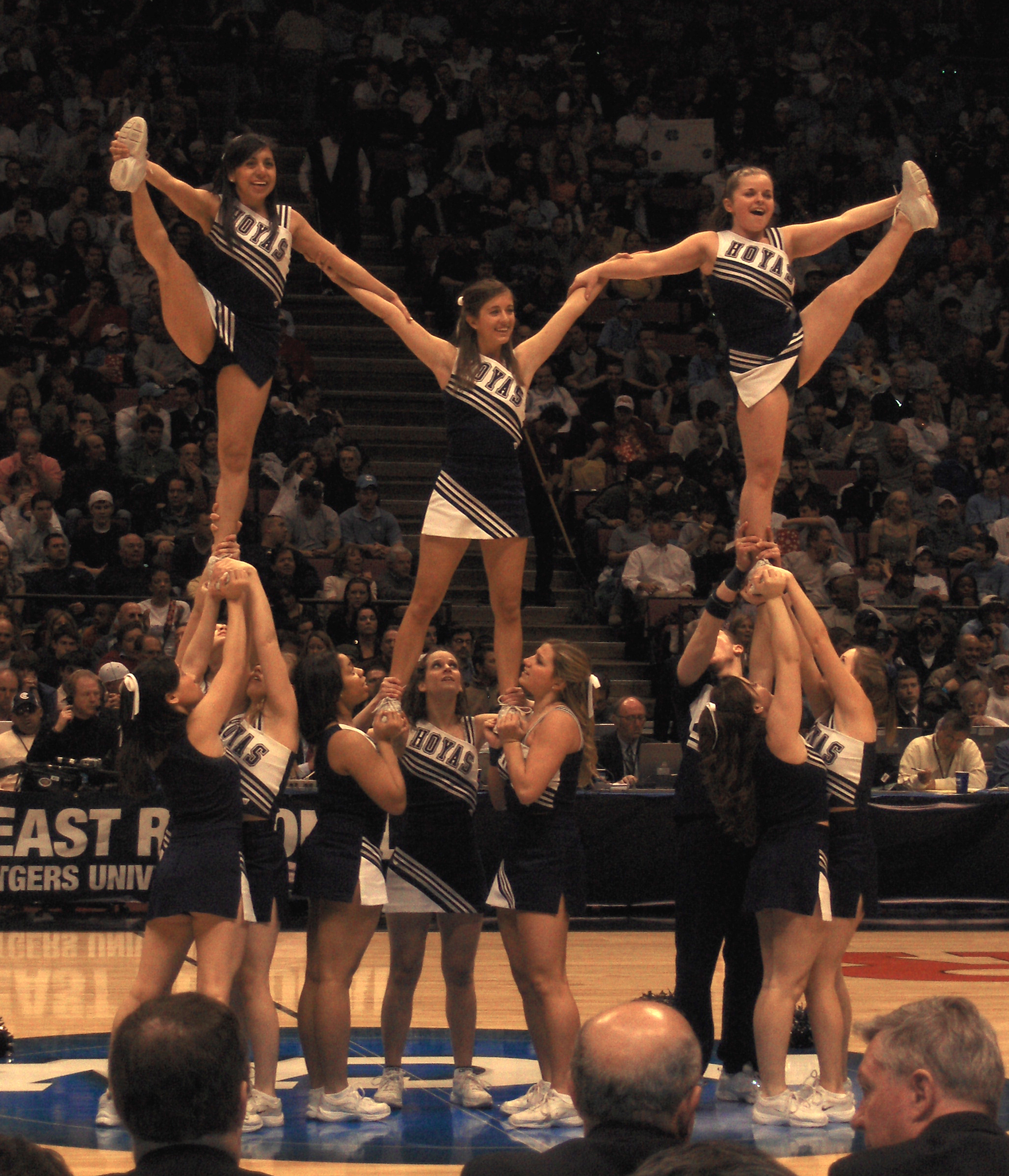
هلهله‌چیان دانشگاه جرجتاون در حین عملیات بین نیمه یک مسابقه بسکتبال
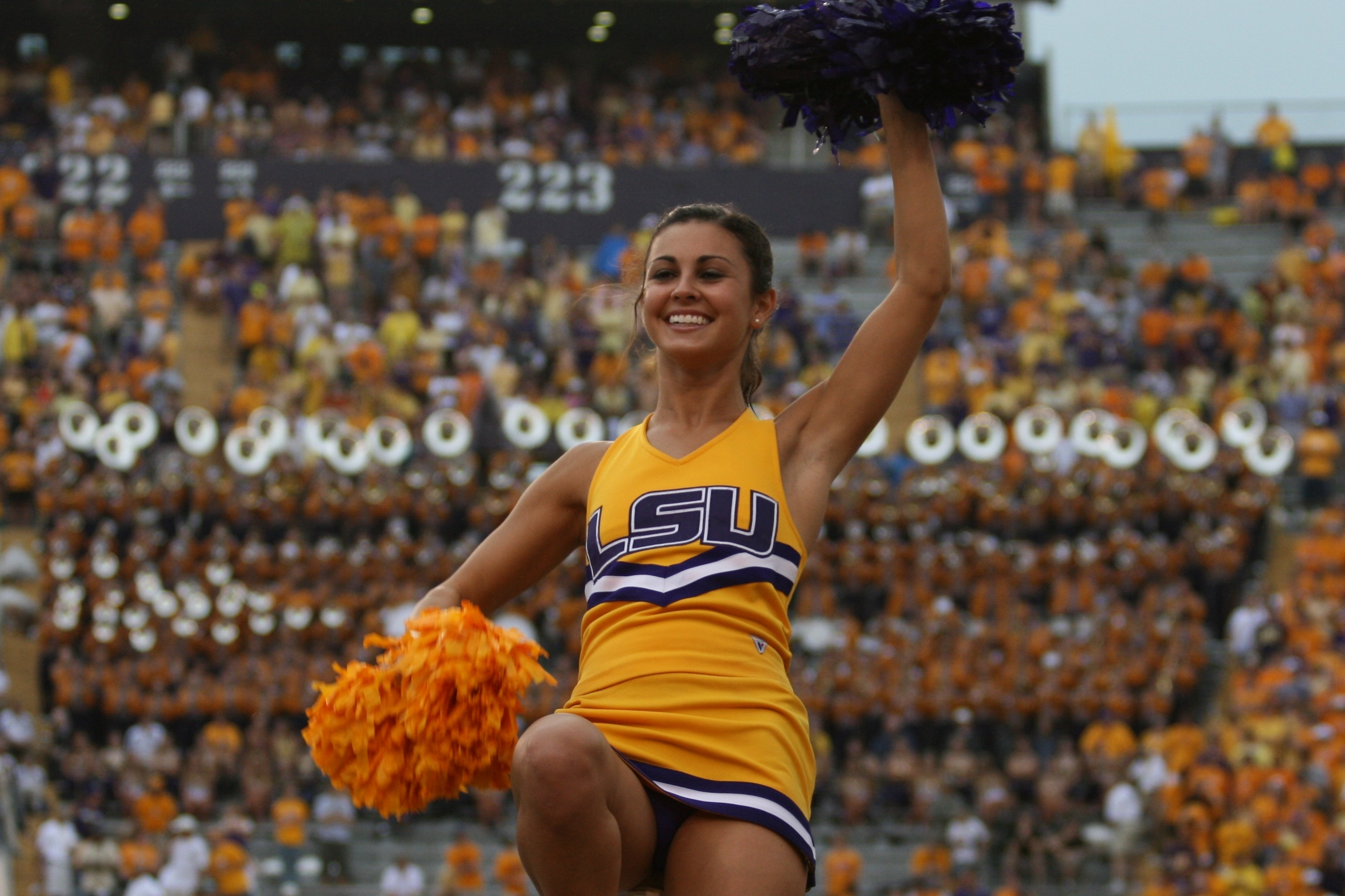
یک هلهله‌چی دانشگاه ایالتی لوئیزیانا در حال رهبری کردن تشویق تماشاچیان در یک مسابقه فوتبال آمریکایی
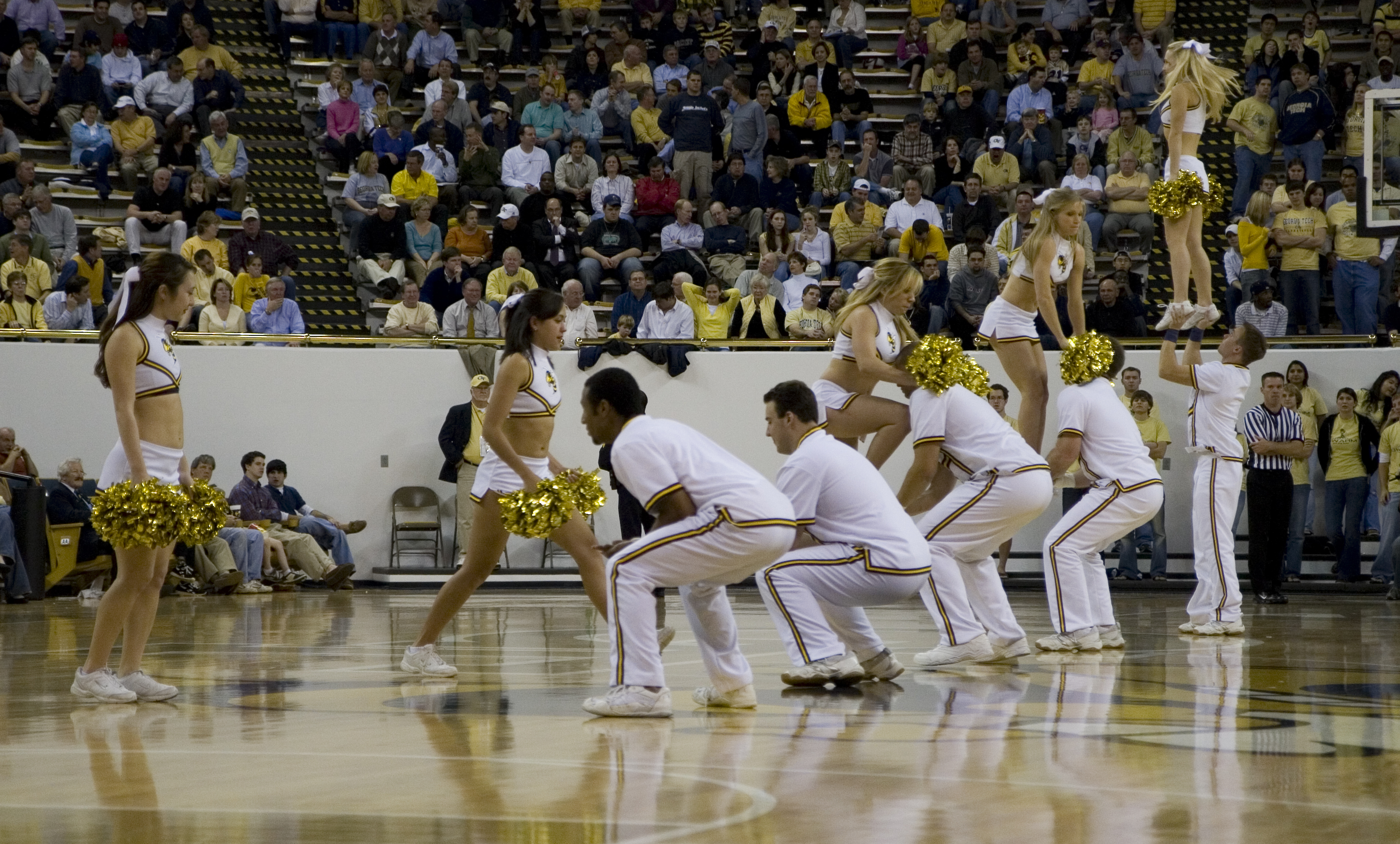
مشوقان هلهله‌چی در یک مسابقه بسکتبال
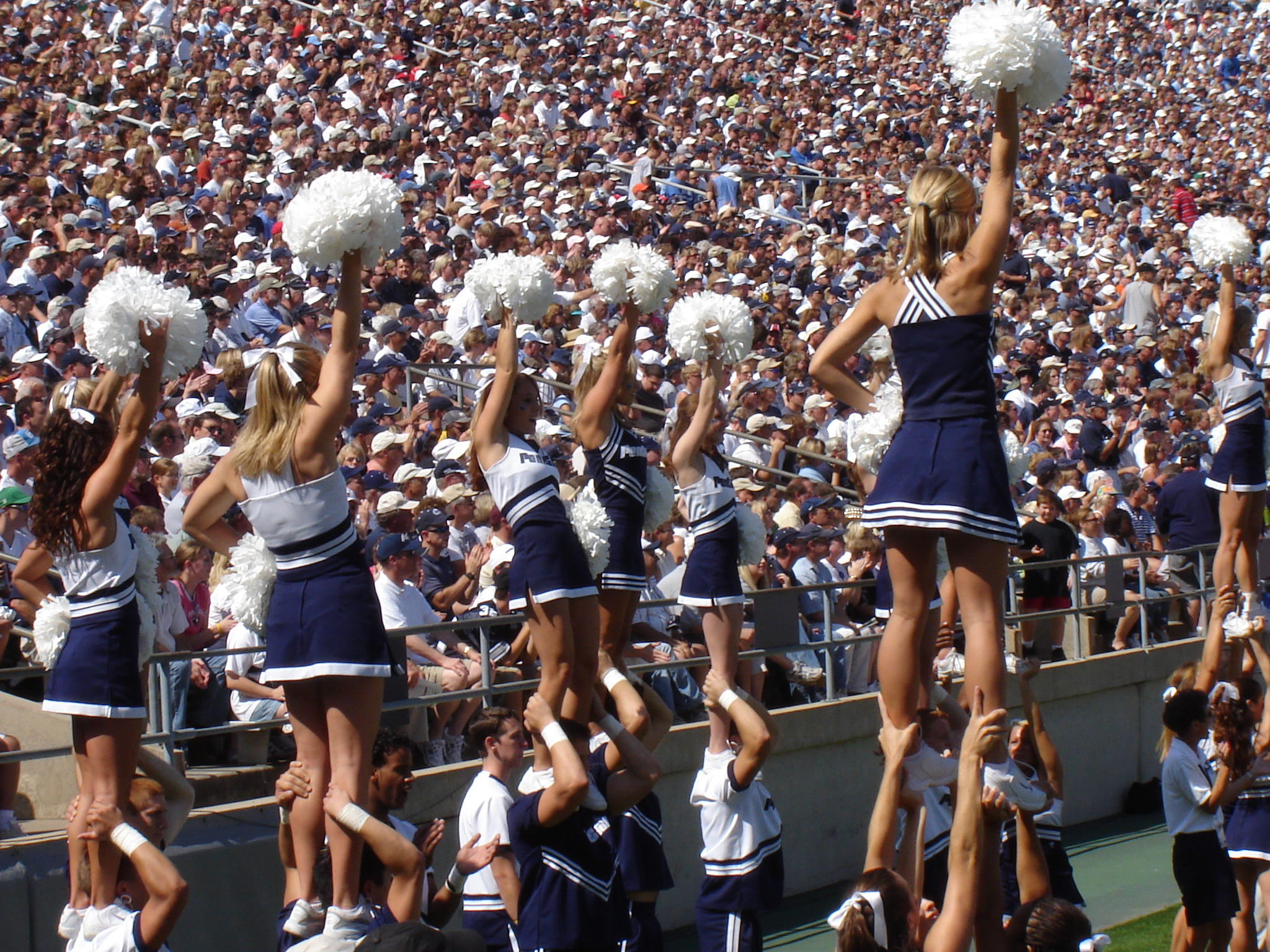
مشوقان هلهله‌چی (چیر لیدرهای) تیم فوتبال آمریکایی دانشگاه ایالتی پنسیلوانیا
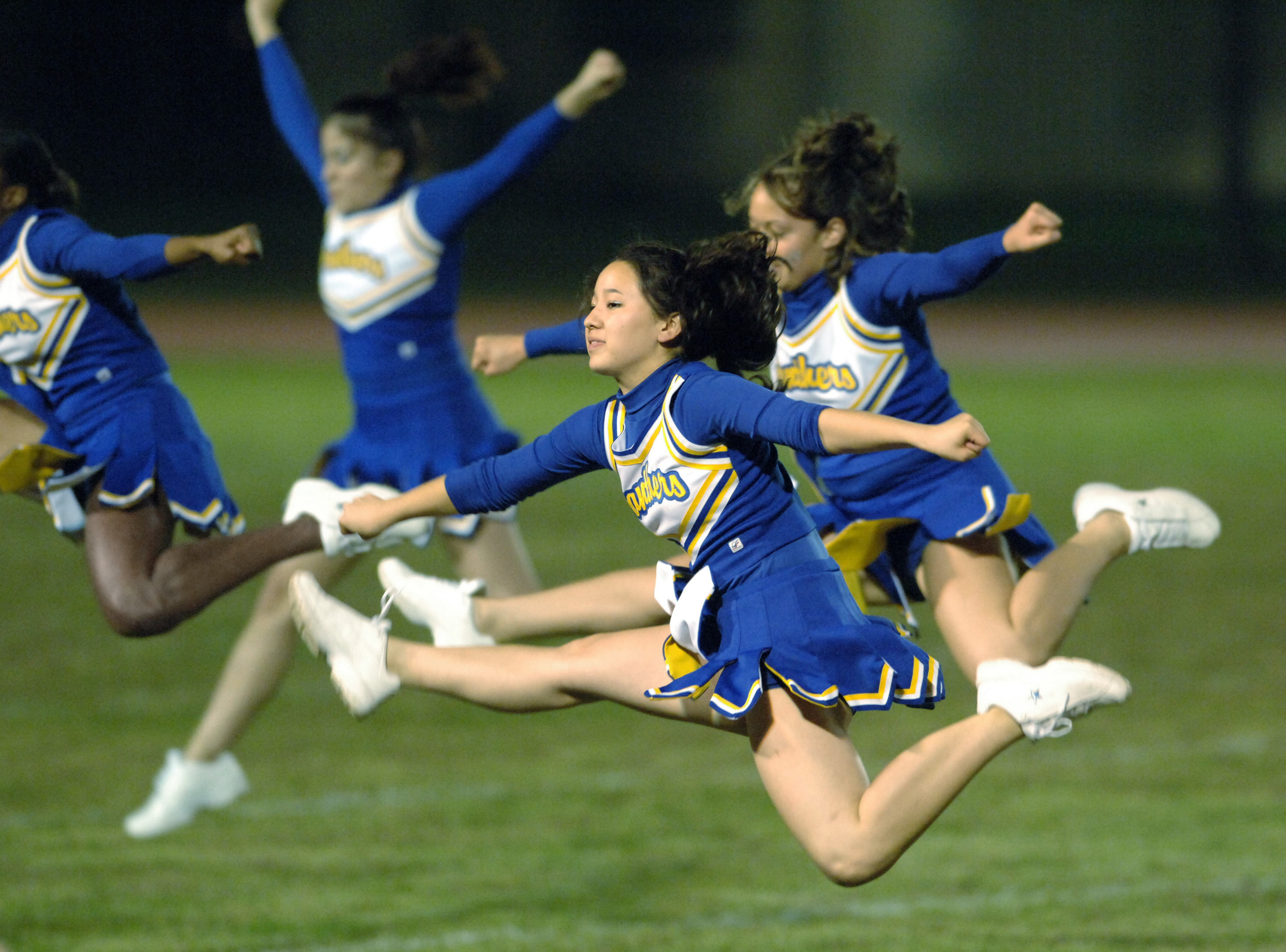
هلهله‌چیان در کشور ژاپن